# 増山正利
増山 正利（ましやま まさとし）は、江戸時代前期の大名。三河西尾藩初代藩主。長島藩増山家初代。官位は従五位下・弾正少弼。

## 生涯
青木利長の長男として下野国都賀郡高島村（現・栃木県栃木市大平地域）に誕生した。母・紫は増山氏。父・青木三太郎利長は、同村の農民として生まれたが、江戸に出て旗本の朝倉家に仕官する。しかし、主君の金の使い込みが発覚し、江戸を追われ鹿麻村で蟄居となり、のち禁猟とされていた鶴を撃ったため死罪となった。母・紫は、古河藩主永井尚政の屋敷に仕え女中頭となり、元永井家家臣で古着商の七沢清宗と再婚した。姉のお蘭（のちの宝樹院）は、母に従い同居していたが、13歳の時、店の手伝いをしていたところを浅草参りからの帰路にあった春日局の目にとまり、大奥に上がった。姉・お蘭（お楽の方に改名）は、徳川家綱の生母となり、正利は、その縁で召し出された。寛永20年（1643年）8月3日、3代将軍・徳川家光に御目見する。以後、増山姓を称する。正保2年12月2日（1646年）、蔵米2000俵を支給される。正保3年12月晦日（1647年）、従五位下・弾正忠に叙任する。
正保4年（1647年）12月5日、相模国高座郡内に新知1万石を与えられた。蔵米2000俵は実弟の那須資弥に与えられた。慶安4年（1651年）6月13日、奏者番に就任する。万治2年（1659年）2月3日、三河西尾2万石に移封された。また、奏者番を解任されて、詰衆に加えられる。
寛文2年（1662年）に40歳で死去した。弟の那須資弥の長男・仙福（増山正弥）が養子として跡を継ぎ、子孫は伊勢国長島藩主として代々続いた。

## 系譜
父母
- 青木利長（父）
- 増山氏（母）

正室
- 松平乗寿の娘

子女
- 不卯姫 - 津軽信政正室

養子
- 増山正弥 - 那須資弥の長男